# Disa uniflora
Disa uniflora é uma orquídea da subfamília Orchidoideae. Trata-se de uma das mais bem conhecidas esécies do gênero Disa. É nativa da Província do Cabo, na África do Sul. Cresce próxima a cachoeiras, regatos e outros locais onde a umidade é elevada. Apresenta tubérculos radiculares. Floresce no verão. Suas flores são vistosas, geralmente vermelhas, ocasionalmente rosadas, amarelas e raramente brancas. É polinizada por uma espécie de borboletas, a Aeropetes tulbaghia.